# Heteroclita raeuperi
Heteroclita raeuperi är en skalbaggsart som beskrevs av Hermann Rudolph Schaum 1841. Heteroclita raeuperi ingår i släktet Heteroclita och familjen Cetoniidae. Inga underarter finns listade i Catalogue of Life.